# Abby Pivaronas
 (février 2011).
Si vous disposez d'ouvrages ou d'articles de référence ou si vous connaissez des sites web de qualité traitant du thème abordé ici, merci de compléter l'article en donnant les références utiles à sa vérifiabilité et en les liant à la section « Notes et références ».
Abby Pivaronas est une actrice américaine née le 8 avril 1988.
C'est une actrice ayant des rôles non protagonistes dans des séries assez populaires tels que Monk ou Gossip Girl. Néanmoins en 2010, Abby pivaronas a pu se créer une petite place au sein du groupe Jonas. Dans la toute nouvelle série Jonas L.A où elle joue le rôle de Vanessa Page, une actrice prétentieuse et amoureuse de Joe Jonas. 

## Filmographie
- Jonas L.A. dans le rôle Vanessa Page
- Cheerleader Camp dans le rôle de Marla
- Monk dans le rôle  Tiffany
- Gossip Girl dans le rôle  Veronica
- Privileged dans le rôle  Emily
- Retour à Lincoln Heights (Lincoln Heights) dans le rôle Ahsley Childress
- The Glades  dans le rôle Erin Williams
- Mostly Ghostly  dans le rôle Rebecca
- Grandfathered dans le rôle de Cindy

## Lien iexterne
- Site officiel
- Ressources relatives à l'audiovisuel :   - Allociné
  - IMDb